# Benkovačko Selo
Benkovačko Selo – wieś w Chorwacji, w żupanii zadarskiej, w mieście Benkovac. W 2011 roku liczyła 789 mieszkańców.